# Museo Judío y Centro de Tolerancia
El Museo Judío y Centro de Tolerancia se inauguró en Moscú en noviembre de 2012 y se considera que es el museo judío más grande del mundo. Se estima que la construcción del museo ha costado 50 millones de dólares. Vladímir Putin donó personalmente un mes de su salario para la construcción del museo.

## Características
Este museo grande y atractivo dedicado a la compleja historia de la comunidad judía rusa tiene un enfoque completamente moderno y favorece el testimonio personal, las secuencias de video de archivo y las pantallas interactivas, todo traducido al ruso y al inglés. Las exposiciones están divididas cronológicamente, lo que ayuda a los visitantes a comprender la vida de las comunidades judías a medida que viajaban a través de la Europa medieval, estableciéndose en lugares antes de mudarse a las ciudades. Está particularmente bien representado el papel de los judíos rusos en la vida pública a fines del siglo XIX y principios del XX, así como el destino de los judíos soviéticos y el papel de los soldados judíos durante la Segunda Guerra Mundial. Sin duda, los visitantes de origen ruso-judío estarán particularmente interesados en conocer lo que significó ser un «judío soviético» y descubrir cómo y por qué muchos abandonaron la URSS. Quienes esperan encontrar solo una representación clara de pogromos, Holocausto, dificultades y sufrimiento se sorprenderán gratamente al encontrar la historia judía rusa presentada como algo mucho más complejo, lleno de luchas y logros. El museo está ubicado en el barrio noroeste de Moscú de Marina Roscha y también se puede llegar tomando el tranvía n.º 19 desde el metro Novoslobodskaya.

## Historia
De acuerdo con un artículo de Alexis Zimberg publicado en mayo de 2014 en el Calvert Journal, el nuevo Museo Judío ocupa el restaurado garaje de autobuses de Bajmetevski. El espacio de 8500 metros cuadrados es un hito de la vanguardia de la década de 1920. Diseñado por el arquitecto Konstantín Mélnikov y el ingeniero estructural Vladímir Shújov en 1926, el edificio de paralelogramo en ángulo pasó de un plano a otro en solo un año. Los techos abovedados y los ángulos arquitectónicos limpios hacen eco de un mantra soviético temprano: cada vez más altos, camaradas, hacia el futuro radiante. Mélnikov y Shújov incluso diseñaron la iluminación interior para que se asemejara a los rayos de sol sesgados. En la década de 1990, un incendio dejó el garaje decrépito y disfuncional. Tras los esfuerzos de restauración en masa, reabrió sus puertas en 2008, inicialmente para albergar el Centro de Garaje para la Cultura Contemporánea. Y luego, en 2012, gracias a la generosa financiación de oligarcas como Román Abramovich y Víktor Vekselberg, de organizaciones judías como la Federación de Comunidades Judías de Rusia (FCJR) (ФЕОР) y Jabad-Lubavitch, incluso con el apoyo del propio Presidente de Rusia, Vladímir Putin, un lugar que antaño había representado el control del estado soviético, se convertiría en el hogar del museo judío más grande del Mundo.

## Consejo de administración
El consejo de administración del museo está integrado por Víktor Vekselberg, Guenadi Tímchenko, Len Blavatnik, Román Abramóvich, Vadim Moskóvich, Álex Lichtenfeld, Alexander Kliachin y Mijaíl Gutseríev.